# Seigle
Secale cereale
Espèce
Classification phylogénétique
Pour les articles homonymes, voir Jean-Luc Seigle.
Le seigle (Secale cereale L.) est une plante annuelle du genre Secale appartenant à la famille des Poaceae (graminées), et cultivée comme céréale ou comme fourrage. Elle fait partie des céréales à paille. C'est une céréale rustique adaptée aux terres pauvres et froides. Sa culture reste importante dans l'Est de l'Europe mais est devenue marginale ailleurs.
Le genre Secale comprend de nombreuses espèces originaires d'Asie centrale.

## Description
Le seigle est une espèce allogame.

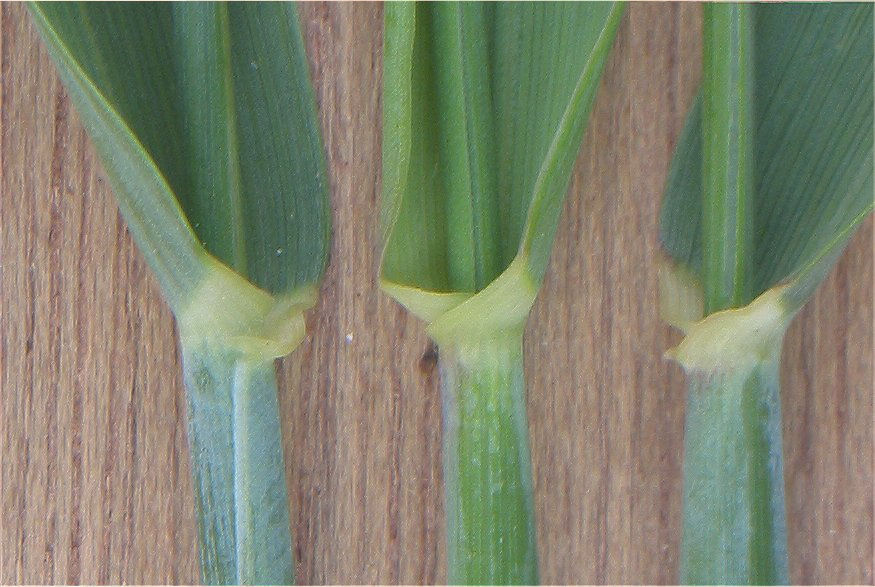
Le seigle a une ligule très courte et pratiquement pas d'oreillette.

Le chaume est plus long et plus souple que celui du blé (1,20 à 1,40 m pour les variétés traditionnelles et 1,60 m pour les hybrides).
L'inflorescence est un épi, de structure semblable à celui du blé. Plus court, toujours barbu, il est formé de 30 à 40 épillets à trois fleurs, dont la médiane est stérile et qui ne porte donc que deux graines. Les glumelles, non adhérentes, s’entrouvrent à maturité, laissant apparaître le grain.
Le grain est un caryopse plus allongé que celui du blé.

## Histoire

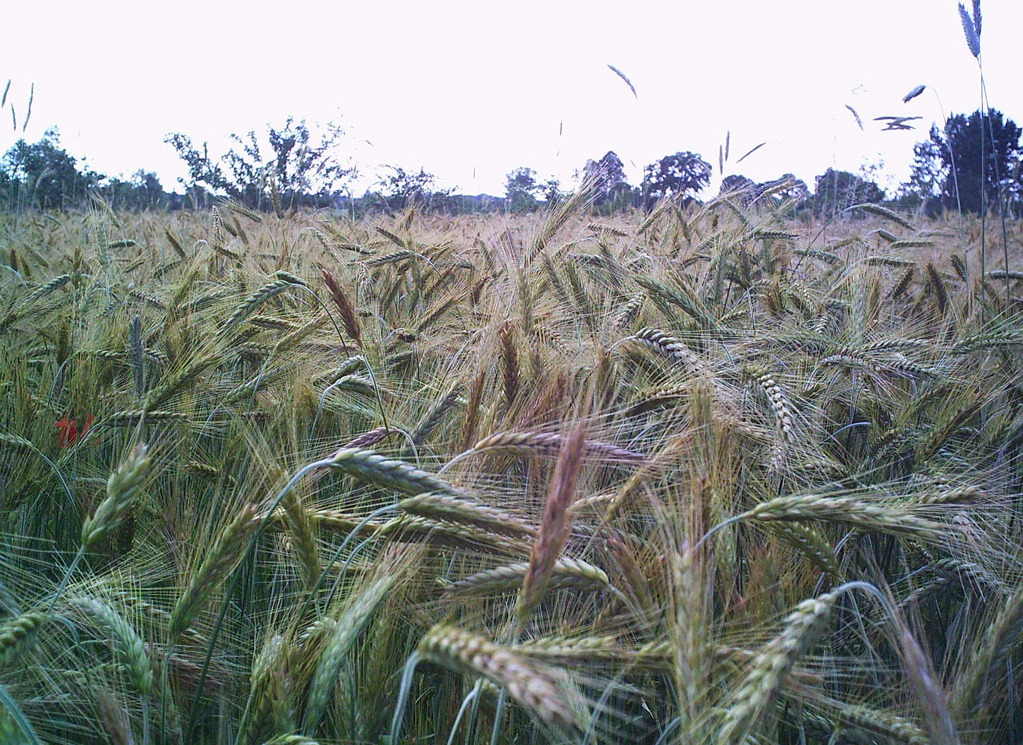
Champ de seigle.

Le début de l'histoire du seigle n'est toujours pas claire. L'ancêtre sauvage du seigle n'a pas été identifié avec certitude, mais c'est l'une des nombreuses espèces de graminées croissant à l'état sauvage dans l'Est et le Centre de l'actuelle Turquie et dans les régions limitrophes. On a trouvé du seigle domestiqué en petites quantités dans un certain nombre de sites néolithiques d'Asie mineure, comme à Can Hasan III (Néolithique précéramique B), mais il est sinon virtuellement absent des témoins archéologiques jusqu'à l'âge du bronze, où on commence à en trouver à Olmutz, Tchéquie, en 1800-1500 avant Jésus-Christ . Il est possible que le seigle ait migré depuis l'Asie mineure vers l'ouest, mélangé en petite quantité au blé, et qu'il ait été cultivé pour lui-même seulement dans un deuxième temps.
Le seigle a été cultivé par les Celtes et les Germains qui se nourrissaient de galettes de seigle. Bien que des vestiges archéologiques de cette céréale aient été trouvés dans un contexte romain le long du Rhin et du Danube et dans les Îles Britanniques, Pline l'Ancien fait peu de cas du seigle, le décrivant comme « une nourriture très pauvre, utile seulement pour éviter la famine » et indiquant qu'on le mélange avec du blé « pour atténuer son goût amer, et même alors il est très désagréable à l'estomac » (L'Histoire naturelle 18.40).
Depuis le Moyen Âge, le seigle a été largement cultivé en Europe centrale et orientale et il a été la principale céréale panifiable dans la plupart des régions à l'est de la frontière franco-allemande et au nord de la Hongrie. Plus au nord, les populations scandinaves le cultivent du fait de sa résistance aux basses températures. Hildegarde de Bingen en vante ses mérites dans le Chapitre II du livre des plantes, de son ouvrage Physica. 
L'affirmation d'une culture bien plus précoce du seigle, sur le site épipaléolithique de Tell Abu Hureyra dans la vallée de l'Euphrate, dans le nord de la Syrie, est controversée. Les critiques portent sur des incohérences dans la datation au radiocarbone, et des identifications fondées uniquement sur le grain, et non pas sur la balle.
Aujourd’hui encore, le seigle est la céréale principale dans certains pays d’Europe et le pain de seigle y est l’aliment de base. La Russie est l'un des premiers producteurs mondiaux de seigle.

## Culture
En France, on les trouve notamment dans le sud-ouest du Massif central. La culture du seigle concerne surtout les régions froides et/ou aux terrains pauvres ; les « ségalas » sont des terres froides, à sol pauvre et acide, favorables à la culture du seigle.
Pour avoir une résistance au froid suffisante, le seigle se sème tôt (avant le 15 septembre). En général, sa culture précède celle du blé ; le seigle est une céréale « secondaire » qui vient en second, cependant dans certaines régions la récolte de blé peut ne pas se faire suffisamment tôt pour laisser le temps de semer du seigle (Massif central, Lévezou, Ségala…). 
Le seigle présente de l'intérêt dans les systèmes d'élevage avec peu de surface, en effet sa grande hauteur (jusqu'à 1,80 m) lui permet de produire un important volume de paille. Il a un intérêt également en agriculture biologique pour lutter contre les mauvaises herbes dans la rotation culturale.
Si le seigle n'offre pas l'avantage de pouvoir être cultivé en toutes saisons, il a du moins le grand mérite de fournir au premier printemps, avant toutes les autres espèces, un fourrage d'excellente qualité qui constitue, en quelque sorte, une primeur. Sa rusticité et son peu d'exigence sur la nature du sol, lui ont valu d'être autrefois très employé dans les Landes pour le pacage des troupeaux en hiver. Il croît en effet dans les terres les plus maigres, là où il serait difficile d'obtenir d'une autre plante un produit de même valeur.
Le seigle se sème ordinairement en septembre-octobre, soit seul, soit associé à une légumineuse grimpante dont il soutient les tiges. Dans le premier cas, on doit semer dru, à raison de 70 kg de graine à l'hectare (soit environ 200 grains/m2 correspondant à 7 grammes de grains), pour permettre l'obtention de tiges fines et tendres ; dans le second cas, c'est-à-dire pour fournir un appui aux tiges d'une vesce ou d'un pois, on emploie 30 kg de semence à l'hectare. La fauchaison peut commencer dès avril et se continuer jusqu'en mai ; il y a lieu toutefois de ne pas la prolonger après la défloraison, le fourrage durcissant très vite et n'étant alors que difficilement accepté par le bétail.

## Variétés

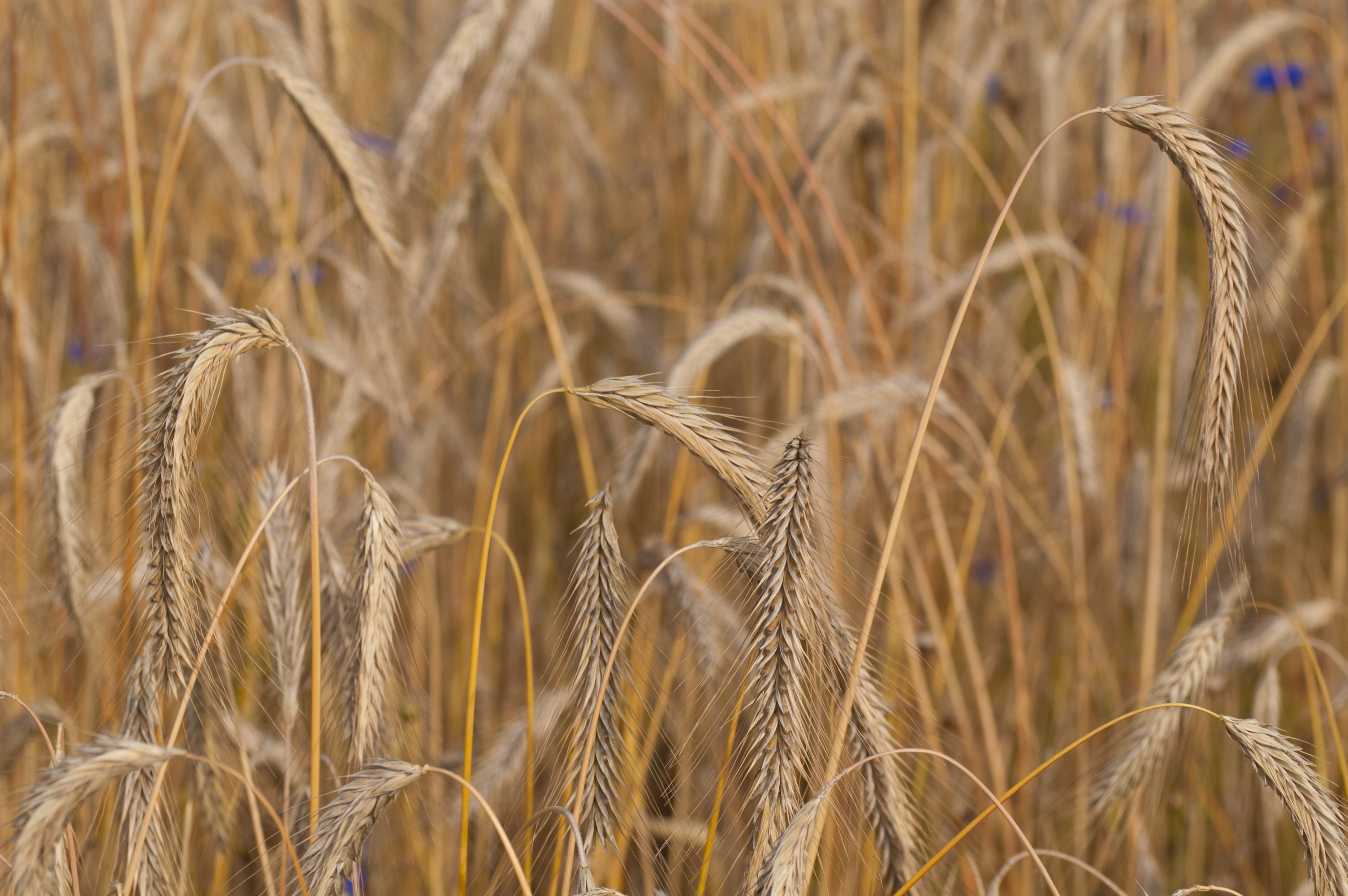
Épis de seigle en Basse-Rhénanie.

On peut distinguer des variétés d'hiver, demi-hiver, demi-alternatives, alternatives, demi-printemps, printemps

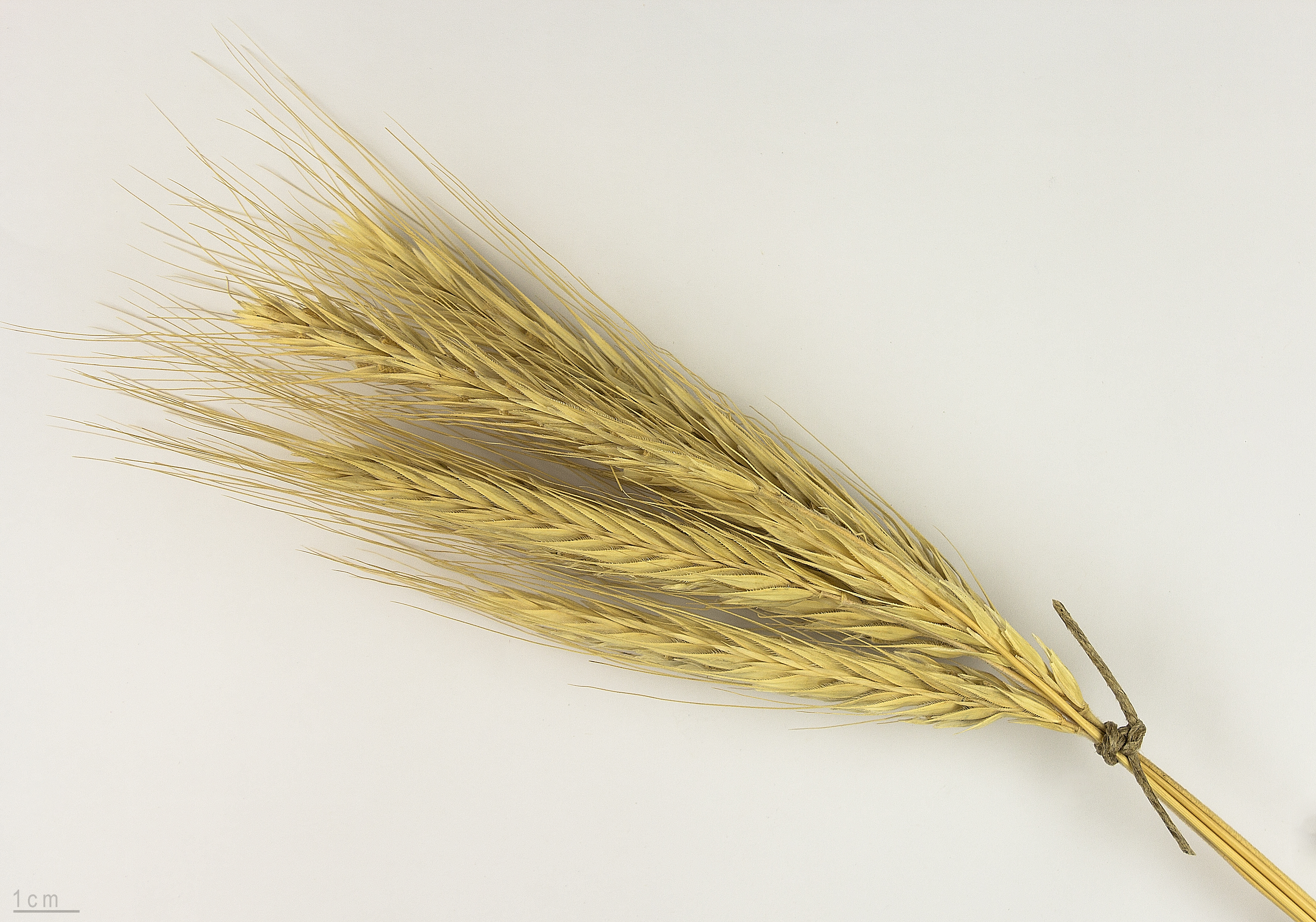
Seigle de printemps - Muséum de Toulouse.

Pour la production artisanale de fourrage vert ou pour le grain, on peut employer des variétés anciennes telles que : Hiver de Brie, grand de Russie, de Schlanstedt, multicaule, etc. Le Seigle multicaule ou Seigle de la Saint-Jean, en plus d'un tallage abondant, présente l'avantage de pouvoir être semé fin-juin, de fournir une coupe de fourrage vert avant l'hiver et de donner une récolte de graines l'année suivante.
En grande culture, on utilise plutôt des seigles synthétiques, variétés modernes issues de croisements multiples (mais naturels donc utilisables en agriculture biologique) de différentes variétés dont on sélectionne et multiplie les meilleurs spécimens selon les critères choisis : Caroas (variété meunière), Carotop, Cantor, Dukato, Conduct, Marcello, Cilio (à paille un peu plus courte que les hybrides) ou hybrides (Guttino, Palazzo, Askari, Festus, Fugato, Rasant) doté d'une meilleure résistance à la verse et à l'ergot du seigle.
Plus de 100 variétés sont inscrites au catalogue officiel français des espèces et variétés. Les différentes listes de variétés sont accessibles en ligne à partir du site de Semae.

## Utilisation

### Grains

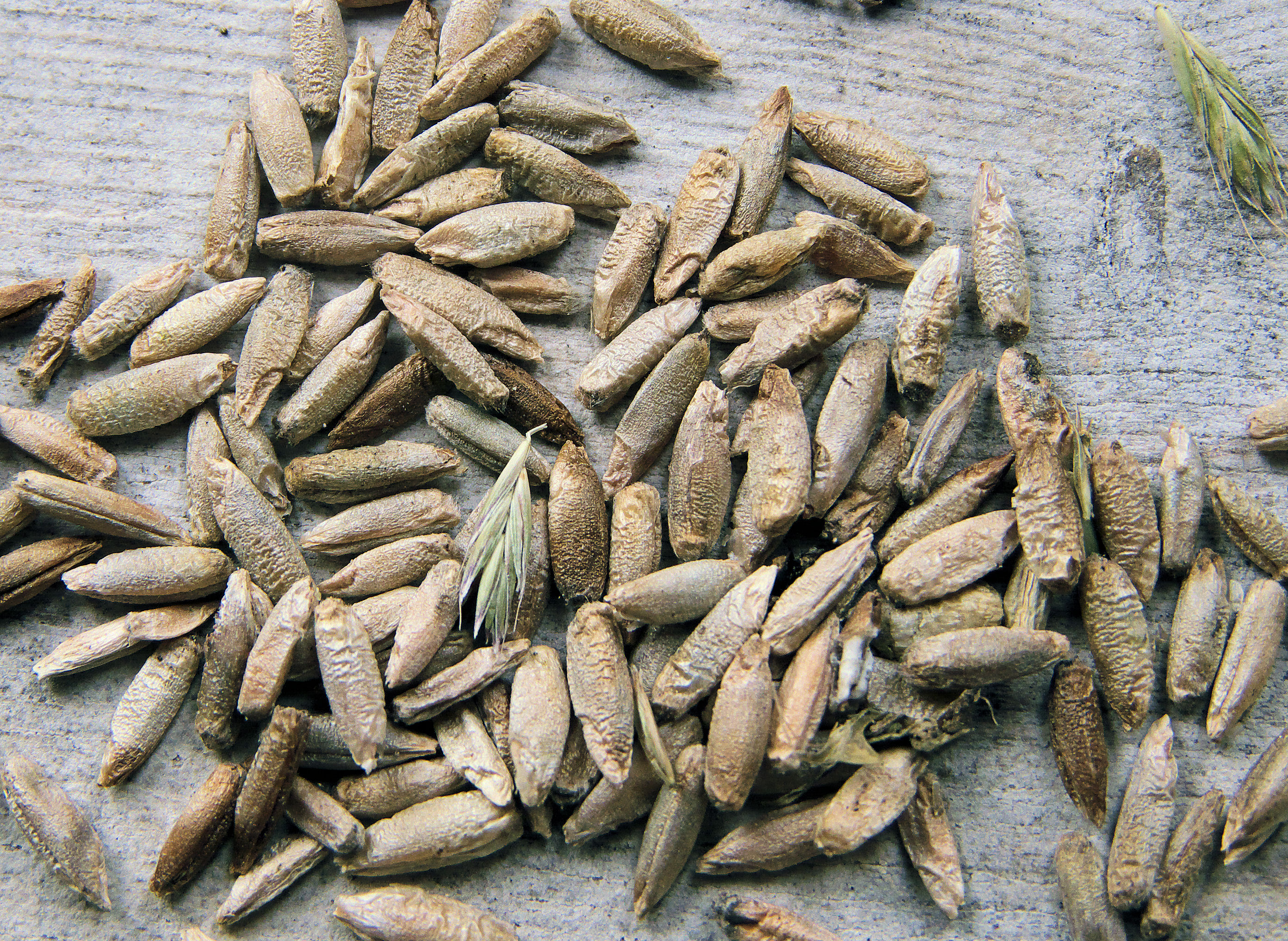
Graines de seigle.

- Alimentation humaine : la farine de seigle est recherchée pour la fabrication de pain, notamment pour sa valeur diététique. La farine de seigle est souvent délaissée par les boulangers à cause de sa consistance molle qui la rend plus difficile à manipuler. Le mélange des cultures blé et seigle était appelé méteil. Le grain peut aussi être utilisé pour la fabrication de whisky aux États-Unis (Rye Whiskey) et au Canada (Canadian Rye Whisky), le contenu en seigle peut varier entre 0 et 100 %.
- Alimentation animale : le grain de seigle est réputé former une masse gluante dans la bouche des animaux et avoir une faible sapidité, un goût amer. En fait, les problèmes de sapidité sont surtout liés à la présence d'ergot du seigle. Dans la proportion typique d'ergot contenu dans le grain nettoyé qui est de 0,11 %, il n'y a pas d'effet indésirable dû à l'ergot. À plus de 0,3 % d'ergot, la croissance et la mortalité des poussins augmente. Les problèmes de toxicité de l'ergot peuvent être diminués par la mouture du grain et l'exposition à l'air car l'ergot est dégradé par la présence d'oxygène. L'ergot est aussi détruit par l'entreposage du grain humide en contenant hermétique. L'entreposage du seigle humide pourrait aussi améliorer la sapidité du seigle.
  - Bovins : le seigle a une valeur fourragère équivalente à celle du blé.
  - Porcs : l'alimentation des porcs de plus de 50 kg peut contenir jusqu'à 50 % de seigle[6]. Le seigle a tendance à produire une viande plus maigre que le maïs et l'orge.
  - Volailles : C'est dans l'alimentation de la volaille que le seigle présente le moins d'intérêt, mieux vaut ne pas dépasser 15 % (effet laxatif)[7].
  - Chevaux : le seigle ne doit pas dépasser 10 % de la ration totale.

### Plante entière
Le seigle vert constitue une excellente nourriture dont les bœufs, les vaches et surtout les chevaux se montrent très friands. Il existe des variétés fourragères. Il peut être pâturé à un stade précoce, fauché avant maturité pour être distribué aux animaux en vert, enrubanné ou ensilé,. Le pâturage hâtif sur seigle permet d'atteindre le pic de production laitière jusqu'à un mois plus tôt au printemps dans certaines conditions. 
Pour l'ensilage du seigle cultivé seul ou en méteil (association avec un pois fourrager, une vesce ou une féverolle, etc.), voir : Ensilage#Céréales immatures et méteils plantes entières.

### Paille
Le seigle peut donner 2 à 6 tonnes de matière sèche à l'hectare, selon la fertilité du sol. C'est en effet la céréale à paille la plus haute en tige, jusqu'à 2,50 m.
C'est une matière première pour la confection de toitures traditionnelles, ou le rempaillage de chaises. Elle sert aussi à la fabrication de paillassons et d'objets artisanaux. On l'utilisait autrefois en vrac pour faire des paillasses de lit, et en nattes pour confectionner des objets tels que les chapeaux, les semelles, des récipients divers, des ruches, des paillons pour la décoration ou la présentation d'objets divers (chemins de table, fromages, etc.) ou pour de la marqueterie. Elle peut entrer dans la composition de matériaux isolants. Le talpone est l'habillage en paille de seigle protégeant le pignon le plus exposé à la pluie des chaumières françaises au XIXe siècle.
Avant l'invention de la moissonneuse-lieuse, on se servait de torons de brins de paille de seigle pour lier les gerbes de céréales.

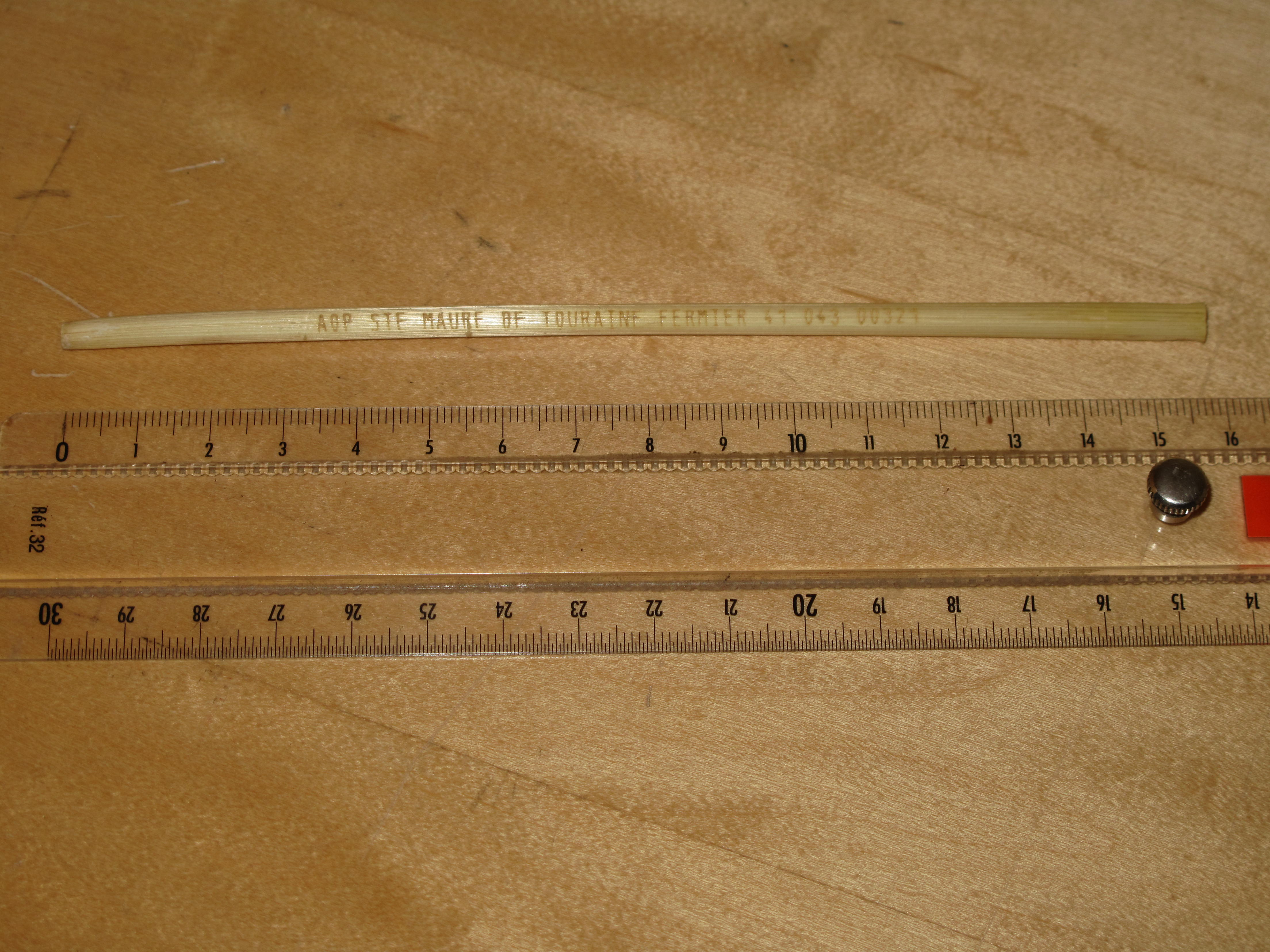
Paille de seigle gravée selon les règles de l'AOP Sainte-maure-de-touraine (fromage de chèvre).

Le fromage de chèvre Sainte-maure-de-touraine présente une paille de seigle dans son axe.

### Culture intermédiaire
- Grandes cultures : le seigle est utilisé en culture intermédiaire piège à nitrates (CIPAN) pour couvrir le sol avant les cultures de printemps. Son système racinaire étendu, le fait qu'il talle à l'automne, sa croissance précoce au printemps et sa longue paille en font un excellent outil de lutte contre les mauvaises herbes. Le seigle est également bien connu pour sa production de substances chimiques allélopathiques qui retardent la croissance de certaines mauvaises herbes. Celles-ci se trouvent dans une variété de plantes cultivées et de mauvaises herbes et on les étudie en tant que solutions de rechange possibles aux herbicides synthétiques. Les produits chimiques ainsi libérés par le seigle ont des effets inhibiteurs sur certaines mauvaises herbes telles que la folle avoine, l'amarante réfléchie, l'herbe à poux et le pourpier commun[12].
- Jardins : le seigle est parfois employé comme plante nettoyante sur les sols acides, en semis d'automne, pour occuper le terrain et ainsi éviter la pousse d'adventices. On peut également considérer l'aspect esthétique de cette longue graminée comme non négligeable.

### Psychotrope
L'ergot du seigle est un parasite courant pour cette plante, utilisé pour la production de LSD. Il provoque une maladie très grave, l'ergotisme.

## Production
| Production en milliers de tonnes. Chiffres 2012, 2013, 2018 Données de FAOSTAT (FAO) Base de données de la FAO, accès du 30 octobre 2020 | Production en milliers de tonnes. Chiffres 2012, 2013, 2018 Données de FAOSTAT (FAO) Base de données de la FAO, accès du 30 octobre 2020 | Production en milliers de tonnes. Chiffres 2012, 2013, 2018 Données de FAOSTAT (FAO) Base de données de la FAO, accès du 30 octobre 2020 | Production en milliers de tonnes. Chiffres 2012, 2013, 2018 Données de FAOSTAT (FAO) Base de données de la FAO, accès du 30 octobre 2020 | Production en milliers de tonnes. Chiffres 2012, 2013, 2018 Données de FAOSTAT (FAO) Base de données de la FAO, accès du 30 octobre 2020 | Production en milliers de tonnes. Chiffres 2012, 2013, 2018 Données de FAOSTAT (FAO) Base de données de la FAO, accès du 30 octobre 2020 | Production en milliers de tonnes. Chiffres 2012, 2013, 2018 Données de FAOSTAT (FAO) Base de données de la FAO, accès du 30 octobre 2020 |
| --- | --- | --- | --- | --- | --- | --- |
| Allemagne | 3 878 | 27 % | 4 689 | 28 % | 2 201 | 19,5 % |
| Pologne | 2 888 | 20 % | 3 359 | 20 % | 2 167 | 19,2 % |
| Fédération de Russie | 2 132 | 15 % | 3 360 | 20 % | 1 916 | 17 % |
| Biélorussie | 1 082 | 7 % | 648 | 4 % | 503 | 4,5 % |
| Chine | 678 | 5 % | 650 | 4 % | 1 045 | 9,3 % |
| Ukraine | 677 | 5 % | 638 | 4 % | 394 | 3,5 % |
| Danemark | 384 | 3 % | 527 | 3 % | 482 | 4,3 % |
| Turquie | 370 | 3 % | 365 | 2 % | 320 | 2,8 % |
| Espagne | 257 | 2 % | 383 | 2 % | 388 | 3,4 % |
| Canada | 337 | 2 % | 208 | 1 % | 236 | 2,1 % |
| Autres pays | 1 855 | 13 % | 1 932 | 12 % | 1 621 | 14,4 % |
| Monde | 14 538 | 100 % | 16 687 | 100 % | 11 274 | 100 % |

Selon les données de la FAO, la production mondiale de seigle diminue de plus de 30 % entre 2013 et 2018, s'expliquant par de très fortes baisses dans les trois principaux pays producteurs (Allemagne, Pologne, fédération de Russie).

## Pathologie
En Europe, le seigle était autrefois souvent touché par l'oscine du seigle, moucheron jaune, orné de trois bandes longitudinales noires sur le corselet et de bandes transversales de même couleur  sur le ventre, aux ailes peu irisées. Son ennemi, connu dès le XIXe siècle, était la Yalysie noire, un ichneumon fluet qui pénètre dans le canal des chaumes, atteint les larves du diptère et leur pond des œufs dans le ventre.

## Calendrier
Le 1er messidor du calendrier républicain / révolutionnaire français y est officiellement dénommé jour du seigle, généralement chaque 19 juin du calendrier grégorien.

## Commerce
La France, en 2014, est nette exportatrice  de seigle, d'après les douanes françaises. Le prix à la tonne était d'environ 150 €.